# Playa Brava (Atlántida)
Playa Brava es una playa uruguaya situada en la costa del océano Atlántico, Atlántida, Canelones, Uruguay.
Las olas son cortas, irregulares e inconsistente, pero aun así son atractivas para surf.
La playa fue en enero de 2016 inhabilitada para el baño por presencia de cianobacterias.